# Matias Álvares Mourão
Matias Álvares Mourão, Morgado da Prata (n. 28 de Maio de 1669 – f. dp. 1730), foi o 2.º morgado de Mateus.

## Biografia
Filho de Domingos Botelho Ribeiro e de sua mulher D. Joana Mourão, nasceu na freguesia de Sabrosa a 28 de Maio de 1669 e foi aí baptizado a 5 de Junho de 1669.
Em 15 de Novembro de 1688 recebeu mercê de D. Pedro II de 12 mil reis de tença e, em 6 de Setembro de 1690, o alvará de Cavaleiro da Ordem de Cristo.
Foi contemplado no testamento de seu pai, feito a 27 de Fevereiro de 1686, devendo obedecer às ordens de D. Maria Coelho, a Velha. Cumprindo essa vontade, Matias Álvares Mourão casou com D. Maria Coelho de Barros e Faria, filha do Dr. Cristóvão Álvares Coelho e D. Brites de Barros e Faria, Morgados de Arroios.
Foram os 2os morgados de Mateus, administradores dos vínculos da Capela de Nossa Senhora dos Prazeres de Mateus e da Capela Nossa Senhora da Esperança da Cumieira, para além de administrarem outros bens e prazos, nomeadamente em Sabrosa, Vila Pouca de Aguiar, Lago Bom e Bornes. Foi, ainda, herdeiro de seu tio o Capitão Diogo Pereira de Girafales e de seu primo João Girafa de Figueiredo, o qual lhe deixou a quinta de Urros, em Mateus.
Unido ao morgadio de Mateus estava, por vontade testamentatária de D. Maria Coelho, toda a prata que estava num rol e mais 117 arráteis de prata bruta e 3 arráteis de ouro em barra, que valeram a Matias Álvares Mourão o epíteto de Morgado da Prata.
Deste modo, em 1720, como possuidor da Quinta de Mateus e mais pertenças desta, deu a seu filho António José Botelho Mourão, que viria ser seu sucessor, a Quinta da Cumieira e pertenças, a Quinta de Lago Bom e foros de Vila Pouca de Aguiar, com a condição de casar com a Senhora Dona Joana Maria de Queirós e Mascarenhas e Sousa.
Fez testamento a 20 de Julho de 1728 na Cumieira, deixando por herdeiro e sucessor no Morgadio seu filho, encarregando-o de observar tudo o que fora estipulado pela instituidora D. Maria Coelho. Foi sepultado na Capela de Nossa Senhora dos Prazeres em Mateus.

## Filhos
António José Botelho Mourão, 3º Morgado de Mateus;
Ana Maria dos Prazeres (Religiosa no Convento de Santa Clara);
Diogo Álvares Mourão (Arcediago de Covilhã) (?-dp 1768);
João Botelho Mourão (Arcediago de Labruge);
Luis Botelho Mourão de Barros (Conêgo da Sé de Braga);
Francisco Botelho Mourão e Faria (Abade de Balança).